# Enquin-les-Mines
Enquin-les-Mines korábbi község Franciaországban, Pas-de-Calais megyében. Lakosainak száma 1171 fő (2018. január 1.). Enquin-les-Mines Enguinegatte, Fléchin, Ligny-lès-Aire, Blessy, Erny-Saint-Julien, Estrée-Blanche és Febvin-Palfart községekkel határos.
2017. január 1-jén Enguinegatte korábbi községgel egyesült és az így létrejött Enquin-lez-Guinegatte új község része lett.

## Népesség
A település népességének változása:
| Lakosok száma | 1141 | 1155 | 1637 | 1169 | 1171 |
|               | 2013 | 2015 | 2016 | 2017 | 2018 |